# Pedro Aurtenetxe Viñegra
Pedro Aurtenetxe Viñegra (Bilbao, 3 de juliol de 1933 - Laukiz, 13 de juliol de 2016) va ser un empresari biscaí, que va ser president de l'Athletic Club del 21 de juny de 1982 al 17 de maig de 1990. Durant el seu mandat, el club va guanyar la darrera Lliga i Copa i va comprar la seu d'Ibaigane.
A través de la seva agència Aurman, va crear el primer logotip del Partit Nacionalista Basc.